# Phlegetonia megacycla
Phlegetonia megacycla är en fjärilsart som beskrevs av Emilio Berio 1957. Phlegetonia megacycla ingår i släktet Phlegetonia och familjen nattflyn. Inga underarter finns listade i Catalogue of Life.